# Iž
Iž (rusky Иж, tatarsky İj, udmurtsky Оӵ) je řeka v Udmurtské a v Tatarské republice v Rusku. Je 259 km dlouhá. Povodí má rozlohu 8510 km².

## Průběh toku
Vzniká soutokem Malého a Velkého Iže a samotná řeka bývá někdy nazývána Velký Iž. Řeka protéká rovinou a vytváří množství meandrů. Ústí zprava do Kamy ve vzdálenosti 124 km od jejího ústí do Volhy.

## Vodní stav
Zdrojem vody jsou převážně sněhové srážky. Průměrný roční průtok vody u obydleného místa Lebedinoe Ozero činí přibližně 34,1 m³/s. Zamrzá v polovině listopadu a rozmrzá v polovině dubna.

## Využití
Řeka je splavná pro vodáky. Na dolním toku je možná vodní doprava. Ve vzdálenosti 189 km od ústí se nachází hráz Iževské přehrady, která zásobuje vodou město Iževsk ležící na řece.